# Instrutsch
Die Instrutsch (russisch Инструч), deutsch Inster, ist ein Fluss in Russland in der Oblast Kaliningrad im ehemaligen Ostpreußen.

## Geographie
Die Instrutsch entspringt fünf Kilometer nordöstlich der Ortschaft Prawdino (Grumbkoweiten, 1938 bis 1946 Grumbkowsfelde) und bildet 1 Kilometer westlich von Tschernjachowsk (Insterburg) mit der Angerapp (Angrapa) den Pregel (Pregolja).
Das Flusstal der Instrutsch ist 1 bis 2 Kilometer breit. Der kleine langsam und kaum erkennbar dahinströmende Fluss mit seinen vielen Windungen verliert sich darin fast. Bei Hochwasser allerdings ist dieses von besonderer Bedeutung.

## Name
Der älteste Name des Flusses ist Instrut/Instrud. Bei der Deutung sind sich die Linguisten nicht einig: Die wahrscheinlichste sei „Mündung/Einfluss“ (vgl. dazu litauisch: istras, intaka).

## Nebenflüsse der Instrutsch
Die Instrutsch hat mindestens 17 benennbare Nebenflüsse, von denen die längeren meist auf der linken Seite einmünden. Die meisten dieser kleinen Flüsse sind unbedeutend und im Sommer sogar ausgetrocknet. Bei starkem Regen aber werden sie wasserreich und tragen nicht selten dazu bei, dass die Instrutsch über die Ufer tritt. Durch eine Menge Schlick, die sie mit sich führen, erhöhen sie die Fruchtbarkeit der Instrutschwiesen.
| Zufluss von | Russischer Name | Deutscher Name            | Name 1938–1945 |
| ----------- | --------------- | ------------------------- | -------------- |
| links       | Gluboki         | Tisnite                   | Kurzbach       |
| links       | Polewoi         | Renneckebach              | Renneckebach   |
| rechts      | Bereska         | Berszuppe                 | Karpfengraben  |
| links       | Moskowka        | Buduppe                   | Bärenfließ     |
| links       | Serebrjanka     | Ackmenis                  | Steinbach      |
| rechts      | Browka          | Budup                     | Bruchfließ     |
| rechts      | Bykoje          | Stirtup                   | Stirngraben    |
| rechts      | Nagornaja       | Almonis                   | Moorbach       |
| links       | Uljanowka       | Eymenis                   | Eimenfließ     |
| rechts      |                 | Pilupp                    | Pilupp         |
| links       | Sawitaja        | Kerschtuppe               | Kerbbach       |
| links       | Buda            | Niebudies                 | Kutte          |
| links       | Polewaja        | Opelis o. Klein Niebudies | Bärengraben    |
| rechts      | Polnaja         | Pallach                   | Pallach        |
| links       | Sagorjanka      | Strius                    | Strige         |
| rechts      |                 | Warup                     | Blumenbach     |
| links       | Serebrjany      | Hakups-Graben             | Hakengraben    |

## Ortschaften an der Instrutsch
Der Flusslauf der Instrutsch ist gesäumt von zahlreichen Ortschaften, die zu drei verschiedenen Rajonsbezirken gehören: Rajon Krasnosnamensk (Kreis Lasdehnen, 1938 bis 1946 Haselberg), Rajon Neman (Kreis Ragnit) und Rajon Tschernjachowsk (Kreis Insterburg). Einige dieser Ortschaften sind nach 1945 erloschen:
| Russischer Name | Deutscher Name                 | Änderungsname 1938–1946 |
| --------------- | ------------------------------ | ----------------------- |
| Danilewskoje    | Laukehlischken                 | Cäsarsruhe              |
| Tolstowo        | Löbegallen                     | Löbenau                 |
| Lwowskoje       | Payszeln 1936–38: Payscheln    | Insterwangen            |
| Sabrodino       | Lesgewangminnen                | Lesgewangen             |
| Dorochowo       | Skaticken                      | Katticken               |
|                 | Laugallen (Ksp. Kraupischken)  | Insterweide             |
| Juschnoje       | Radischen                      | Radingen                |
|                 | Kraupischkehmen                | Insterhöh               |
| Uljanowo        | Kraupischken                   | Breitenstein            |
|                 | Pleinlauken                    | Insterbrück             |
| Priosjornoje    | Stablacken (Ksp. Pelleningken) |                         |
| Pridoroschnoje  | Seßlacken                      |                         |
| Sagorskoje      | Pelleningken                   | Strigengrund            |
| Priwolnoje      | Neunischken                    | Neunassau               |
| Priretschnoje   | Gillischken                    | Insterblick             |
| Majowka         | Georgenburg                    |                         |
| Tschernjachowsk | Insterburg                     |                         |

## Weblink
- Inster (GenWiki)